# Krystyna Szelągowska
Krystyna Szelągowska (ur. 8 lutego 1957 w Hadze) polska historyk, badaczka dziejów nowożytnej Skandynawii oraz historii historiografii. Profesor uczelni Uniwersytetu w Białymstoku.

## Życiorys
Ukończyła studia na Wydziale Historycznym Uniwersytetu Warszawskiego (1979). W latach 1979-1983 uczestniczka Studium Doktoranckiego przy Instytucie Historii PAN (w Pracowni Dziejów Myśli Politycznej i Społecznej prof. dr. hab. Andrzeja F. Grabskiego). W 1986 roku na Wydziale Historycznym Uniwersytetu Warszawskiego obroniła doktorat „Wczesnooświeceniowy światopogląd w Danii-Norwegii w świetle myśli Ludwiga Holberga i jego współczesnych” (promotor: Maria Wawrykowa).
W latach 1988-2013 była nauczycielką historii w warszawskich liceach: XVII LO im. Andrzeja Frycza Modrzewskiego i XXXIII LO im. Mikołaja Kopernika). W latach 2005-2020 była międzynarodowym egzaminatorem w International Baccalaureate Organization.
Od 2001 roku zatrudniona w Instytucie Historii (od 2023 Wydział Historii) Uniwersytetu w Białymstoku. W 2012 roku habilitowała na się na podstawie rozprawy „My Norwegowie. Świadomość narodowa elit norweskich w czasach nowożytnych”. Od 2015 roku jest profesorem uczelni Uniwersytetu w Białymstoku.
W pracy badawczej zajmuje się historią Skandynawii, głównie Norwegii i Danii w XVI – XIX wieku. Interesują ją zagadnienia z zakresu historii kultury (historia historiografii, świadomość narodowa). Jest autorką prac dla uczniów szkół średnich, artykułów i monografii naukowych.
Była stypendystką Historische Kommission zu Berlin (West, 1983) i Niemieckiego Instytutu Historycznego i PAN (2004).

## Ważniejsze publikacje
- Geneza i powstanie Uniwersytetu Norweskiego w Christianii, 1760-1813 [w:] „Przegląd Humanistyczny”, nr 7-9/1981.
- Ludvig Holberg w Polsce i Rosji XVIII w [w:] „Przegląd Humanistyczny”, nr 11-12/1985.
- „Słownik Historyków Polskich”, wyd. Wiedza Powszechna, Warszawa 1994 (autorka 117 haseł).
- Od kujona do badacza, czyli jak uczyć się historii. Poradnik dla uczniów szkół średnich, Wyd. Edukacyjne Z. Dobkowskiej "Żak", Warszawa 1996.
- C. G. Mannerheim, Wspomnienia. Editions Spotkania, Warszawa 1996 (przekład z języka szwedzkiego).
- Pytania do przeszłości. Ćwiczenia  źródłowe z historii dla szkoły średniej. Tom IV. Dzieje nowożytne i najnowsze 1815-1939. (Współautorstwo z G. Szelągowską),  WSiP, Warszawa 1999.
- Wykłady z historii powszechnej dla liceów i techników, WSiP, Warszawa 2003.
- Inspiring the 18th century Norwegian national movement – Ludvig Holberg and his works [w:]  Ludvig Holberg, na tropach wspólnej tożsamości północnoeuropejskiej, red. M. Sibińska, K. Michniewicz-Veisland, Fundacja Rozwoju Uniwersytetu Gdańskiego, Gdańsk 2005.
- Renesansowa historiografia norweska na tle pisarstwa historycznego XVI w. w Skandynawii [w:] „Kwartalnik Historyczny”, nr 1/ 2009.
- My Norwegowie. Tożsamość narodowa norweskich elit w czasach nowożytnych,  Kraków 2011, wyd. AVALON.
- Scholars and the Magical World of Runes : the Beginnings of the Scientific Approach to Runes in 17th Century Scandinavia [w:] “Studia Historyczne”, nr 3/2013.
- Ludvig Holberg. Uczony, pisarz, prześmiewca, wyd. Instytut Badań nad Dziedzictwem Kulturowym Europy, Białystok 2014.
- Szkoła erudytów i początki warsztatu naukowego w historiografii Danii-Norwegii w XVIII wieku [w:] „Historyka. Studia metodologiczne”, nr 47/ 2017.
- Listy z Ameryki. Z dziejów emigracji norweskiej do Stanów Zjednoczonych w XIX wieku, wyd. Instytut Badań nad Dziedzictwem Kulturowym Europy., Białystok 2017.
- Kryzys państwowości w połowie XVII wieku: paralela Dania – Rzeczpospolita [w:] „Kwartalnik Historyczny”,  2/2018.
- En polsk oversættelse of Holbergs Nils Klim [w:] „Historisk Tidsskrift”, nr 1/2018.
- Historia Norwegii XIX i XX wieku (współautorstwo z Grażyną Szelągowską), Państwowy Instytut Wydawniczy, Warszawa 2019.
- Arilda Huitfeldta szlachecka wizja dziejów narodowych Danii [w:] „Roczniki Historyczne, 2020.
- The Philosophy of History in Henrik Ibsen’s early works [w:] „Studia Scandinavica”, nr 2/2020.
- Duńskie koncepcje Origo gentis w nowożytnej historiografii [w:] „Res Historica”, 2022.
- Opowieść etnogenetyczna a warsztat szesnastowiecznego historyka [w:] „Historyka. Studia metodologiczne”, 2022.
- Our ancestors: the Cimbri, Goths and Sarmatians. Three Ethnogenetic Legends in Early Modern Europe [w:] „Scandinavian Journal of History”, nr 3/2024.

## Odznaczenia
- Medal Edukacji Narodowej (2008).

## Nagrody
- Nagroda im. Stanisława Sawickiego, przyznana przez Instytut Polsko-Skandynawski w Kopenhadze, (2020).

## Życie prywatne
Siostra Grażyny Szelągowskiej, profesor historii.